# Nikolaus von Wassilko
Nikolaus von Wassilko, rumunsky Nicolae de Wassilko, ukrajinskou cyrilicí Микола Василько, Mykola Vasylko (7. nebo 21. března 1868 Lukavci – 2. srpna 1924 Bad Gleichenberg nebo Bad Reichenhall), byl rakouský šlechtic a politik rusínské (ukrajinské) národnosti z Bukoviny, na počátku 20. století poslanec Říšské rady, po roce 1918 vyslanec Západoukrajinské republiky ve Vídni.

## Biografie

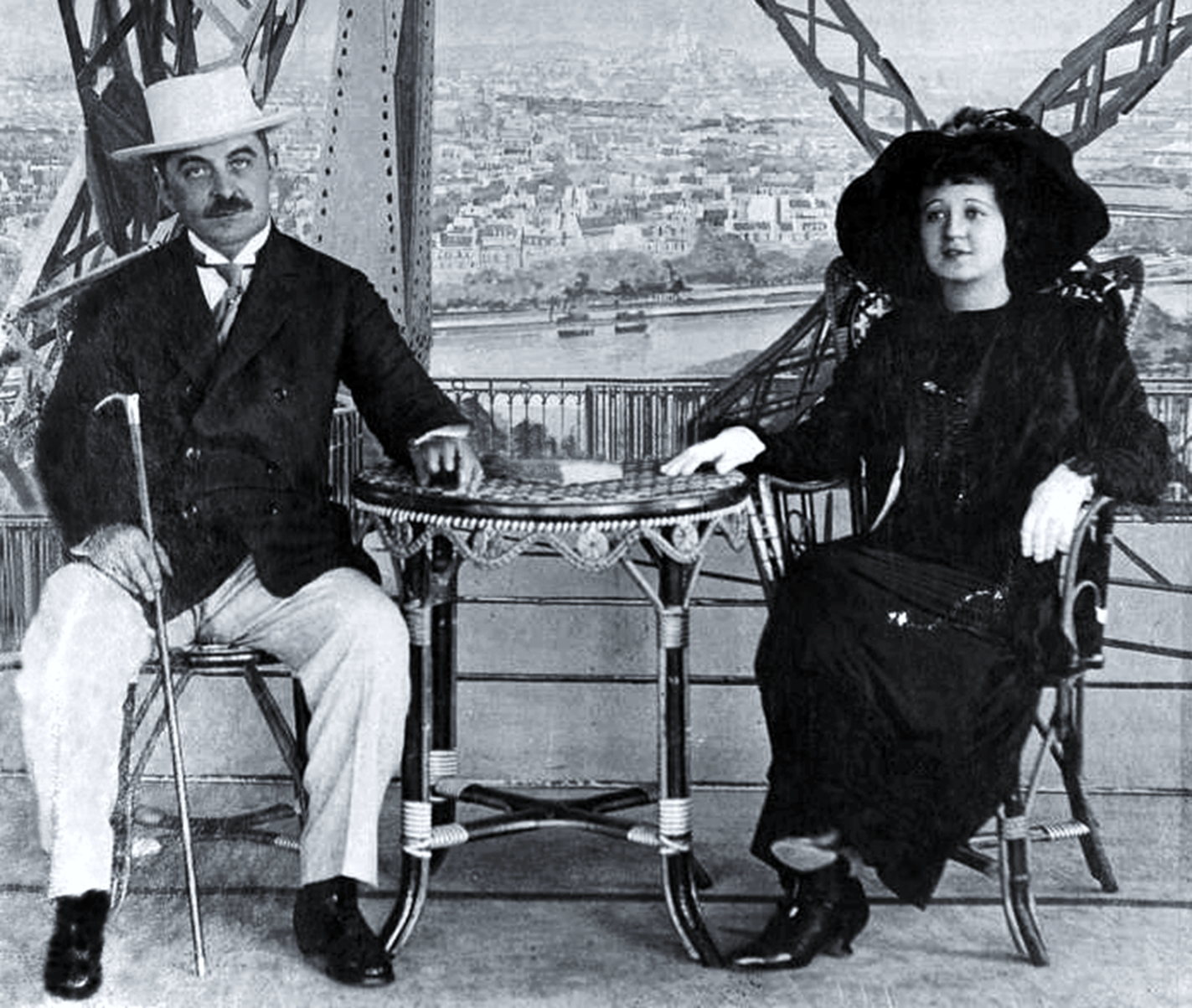
Manželé Nikolaus von Wassilko a Gerda Walden r. 1910.

Narodil se v obci Lukavci. Zde působil jako starosta. Později získal i mandát poslance Bukovinského zemského sněmu.
Byl rusínské národnosti. Odmítal promoskevské (rusofilské) tendence mezi Rusíny v Rakousku-Uhersku. Jeho manželkou byla vídeňská umělkyně Gerda Walden.
Byl i poslancem Říšské rady (celostátního parlamentu Předlitavska), kam usedl v doplňovacích volbách roku 1899 za kurii venkovských obcí v Bukovině, obvod Vyžnycja, Kicmaň atd. Nastoupil 22. prosince 1899 místo Vasyla Voljana. Mandát zde obhájil v řádných volbách do Říšské rady roku 1901. Uspěl také ve volbách do Říšské rady roku 1907, poprvé konaných podle všeobecného a rovného volebního práva. Byl zvolen v obvodu Bukovina 09. Mandát zde obhájil i ve volbách do Říšské rady roku 1911. Ve volebním období 1897–1901 se uvádí jako rytíř Nikolai von Wassilkó, velkostatkář, zemský poslanec a obecní starosta, bytem Černovice.
Ve volbách roku 1901 je uváděn jako starorusínský kandidát. Usedl pak do poslaneckého Rusínského klubu. V květnu 1906 se uvádí jako jeden z osmi členů poslaneckého Rusínského klubu na Říšské radě. Po volbách roku 1907 zasedl do poslaneckého uskupení Klub bukovinských Rusínů, stejně tak po volbách roku 1911.
Po rozpadu monarchie se stal vyslancem krátkodobě existující Západoukrajinské republiky ve Vídni. Později žil v Bernu a pak v Berlíně.
Zemřel v srpnu 1924 v Bad Gleichenberg, v některých zdrojích uváděno v Bad Reichenhall. Příčinou smrti byla mrtvice. Pohřben byl v Berlíně.